# Замок Тояма
Замок Тояма (富山城 Toyama-jō), также известный как Замок Адзуми (安住城 Azumi-jō) — японский замок в городе Тояма, в префектуре Тояма.

## История
Построен в 1543 году Мизукоси Катсусиге. В 1585 году замок был атакован и разрушен стотысячной армией Тоётоми Хидэёси. Маэда Тосинага восстановил замок. В 1609 году большая часть замка сгорела. В 1661 году Маэда Тосицугу вновь отстроил замок и сделал его своим домом. В 1870 году, после реставрации Мэйдзи, замок был разобран. В 1959 году был восстановлен.
Сейчас Замок Тояма — это музей «Toyama Local History Museum» и «Sato Memorial Museum». Прилегающая территория является общественным парком.